# Faride Raful
Faride Virginia Raful Soriano de Rodríguez (Villa Juana, Distrito Nacional; 24 de octubre de 1979) es una abogada, comunicadora y política dominicana. Es la actual ministra de Interior y Policía de la República Dominicana, cargo que ejerce desde el 16 de agosto de 2024. Es la primera mujer en ocuparlo desde Rosa Julia de la Cruz en 1980, por designación del entonces presidente Antonio Guzmán.
Fue senadora del Partido Revolucionario Moderno (PRM) por el Distrito Nacional, desde agosto del 2020 hasta el 16 de agosto de 2024. 
Nacida en la ciudad de Santo Domingo, es hija del político y poeta, Tony Raful Tejada (hijo de Carmela Tejada y de Pedro Raful, un comerciante libanés), Premio Nacional de Literatura 2014, y de Grey Soriano de Raful, abogada y politóloga.
Estudió Derecho en la Pontificia Universidad Católica Madre y Maestra; obtuvo una maestría en Derecho de las Telecomunicaciones y Tecnología de la Información en la Universidad Carlos III de Madrid, un posgrado en Derecho de la Información en la Universidad de Salamanca, y una especialidad en Derecho de Autor y Derechos Conexos en la Universidad de los Andes en Mérida, Venezuela.
En las elecciones congresuales de 2016 fue postulada por el Partido Revolucionario Moderno (PRM) como candidata a diputada para el Distrito Nacional, resultando electa en los comicios con 17,871 votos, la mayor cantidad de votos para un diputado en el Distrito Nacional.

## Diputada por el Distrito Nacional
Como Diputada se ha destacado en todo el territorio nacional y ante la opinión pública, por el rol de oposición asumido desde la curul que representa, develando ilegalidades en los financiamientos  a proyectos aprobados por el Gobierno actual y por el propio Congreso, del cual forma parte. Específicamente los concernientes al sector Eléctrico Nacional.
Se ha constituido en la fiscalizadora de uno de los proyectos más ambiciosos realizados en RD por la compañía ODEBRECHT (Central termoeléctrica de Punta Catalina), empresa de origen brasileño vinculada a los escándalos de corrupción más alarmantes de la historia, en toda América Latina. 
Ha denunciado firmemente como miembro de la Comisión de Hacienda de la Cámara de Diputados, la política de endeudamiento progresivo en que incurre el Gobierno Dominicano con la validación de la mayoría de los miembros del Congreso, poniendo en riesgo la sostenibilidad económica, a mediano y largo plazo.  
Faride Raful también es miembro de la Comisión de Justicia del Congreso Dominicano, donde se ha destacado como defensora de los derechos reproductivos y sexuales de las mujeres así como de las iniciativas que garanticen mayor transparencia y control institucional.
La Diputada Raful, también ha sometido uno de los proyectos de ley más controvertidos, donde propone la reorganización de la Administración Pública, iniciando por la eliminación de 57 instituciones que engrosan el Presupuesto Nacional y que distorsiona la eficiencia del Estado.  Actualmente este proyecto está en el debate nacional.

Dentro del Partido Revolucionario Moderno (PRM), donde se han celebrado recientemente las primeras primarias internas cerradas, ha sido elegida como vicepresidenta a nivel nacional, puesto que asumirá a partir del próximo 13 de mayo.
Ha sido una crítica de la religión en las escuelas, defendiendo el derecho de libertad de credos y cultos.
También fue miembro de la Dirección de Campaña  (Coordinadora Nacional Adjunta) del actual presidente de la República Dominicana Luis Abinader por el Partido Revolucionario Moderno (PRM).
Como comunicadora, se ha destacado por su presencia en diversos medios de comunicación como analista, conductora y productora de programas de televisión. "Oye País" (junto a Ruddy González), "Enfoque Final" (CDN), "Enfoque Matinal", "Contrarreloj" (junto a Homero Figueroa) son apenas algunos de los programas en los que ha participado...
Fue conductora en el programa radial diario "Voces Propias" que se transmitía diariamente por la emisora radial z101. Produce y conduce, en la actualidad, junto a Fabricio Gómez, el programa "Sin Tacones ni Corbatas" por la emisora radial 95.7fm (la Nota) y forma parte del elenco del programa diario de televisión “Esta noche en Mariasela” (junto a Mariasela Álvarez y la periodista Diana Lora).

## Elecciones del 2020
En las elecciones generales dominicanas del 2020, Raful fue elegida senadora del Distrito Nacional, venciendo a Rafael Paz del Partido de la Liberación Dominicana (PLD) , y a Vinicio Castillo del Partido Reformista Social Cristiano (PRSC). También se convirtió en la vocera del PRM en el senado.

## Senadora del Distrito Nacional
A inicio de su cargo como senadora, Raful anunció que el llamado "barrilito" (en alusión a una asignación presupuestaria que los legisladores reciben y usan a discrecionalidad para asistencialismo y política), iba a ser invertido en crear una oficina senatorial para lo cual Raful contrataría expertos legislativos. Esto fue motivo de muchas críticas que se generaron de forma casi instantánea pues durante la campaña electoral Faride fue una de las voces que exigían la eliminación de ese fondo para asistencia social. Raful tuvo que regresar a su posición de campaña y anunció que renunciaría a cualquier tipo de uso del controversial fondo.

## Ministra de Interior y Polícia
En fecha 31 de julio de 2024, el presidente Luis Abinader publicó el decreto 420-24 contentivo de la designación de la Senadora Faride Raful como nueva Ministra de Interior y Policía de la República Dominicana, a partir del 16 de agosto de 2024.